# Judo op de Olympische Zomerspelen 1980
Judo is een van de sporten die beoefend werden tijdens de Olympische Zomerspelen 1980 in Moskou.
Door de boycot van diverse landen van de Spelen in Moskou ontbrak ook Japan, normaal de grootste grossier van de medailles, bij het judotoernooi. Mede hierdoor behaalde de Sovjet-Unie voor het eerst de meeste medailles.

## Heren

### lichtgewicht (tot 60 kg)
| rang   | sporter        | land        |
| ------ | -------------- | ----------- |
| Goud   | Thierry Rey    | Frankrijk   |
| Zilver | Jose Rodriquez | Cuba        |
| Brons  | Tibor Kincses  | Hongarije   |
| Brons  | Arambi Emish   | Sovjet-Unie |

### halflichtgewicht (tot 65 kg)
| rang   | sporter             | land        |
| ------ | ------------------- | ----------- |
| Goud   | Nikolaj Solodoechin | Sovjet-Unie |
| Zilver | Zenddjing Damdin    | Mongolië    |
| Brons  | Ilijan Nedkov       | Bulgarije   |
| Brons  | Janusz Pawlovski    | Polen       |

### lichtgewicht (tot 71 kg)
| rang   | sporter            | land             |
| ------ | ------------------ | ---------------- |
| Goud   | Enzio Gamba        | Italië           |
| Zilver | Neil Adams         | Groot-Brittannië |
| Brons  | Karl-Heinz Lehmann | DDR              |
| Brons  | Ravdan Davaadalai  | Mongolië         |

### halfmiddengewicht (tot 78 kg)

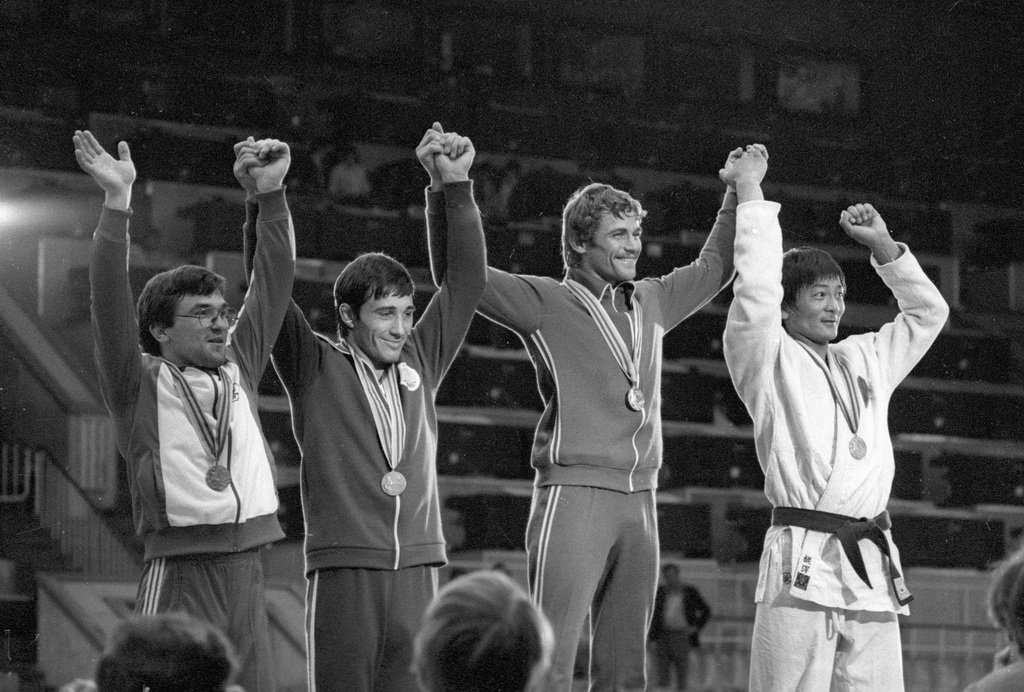
Het podium van de klasse tot 78 kg

| rang   | sporter              | land        |
| ------ | -------------------- | ----------- |
| Goud   | Sjota Chabareli      | Sovjet-Unie |
| Zilver | Juan Ferer La Hera   | Cuba        |
| Brons  | Harald Heinke        | DDR         |
| Brons  | Bernard Tchoullouyan | Frankrijk   |

### middengewicht (tot 86 kg)
| rang   | sporter              | land        |
| ------ | -------------------- | ----------- |
| Goud   | Jürg Röthlisberger   | Zwitserland |
| Zilver | Isaac Azcuy Oliva    | Cuba        |
| Brons  | Detlef Ultsch        | DDR         |
| Brons  | Alexander Jazkevitsj | Sovjet-Unie |

### halfzwaargewicht (tot 95 kg)
| rang   | sporter             | land        |
| ------ | ------------------- | ----------- |
| Goud   | Robert Van de Walle | België      |
| Zilver | Tengis Sjubuluri    | Sovjet-Unie |
| Brons  | Dietmar Lorenz      | DDR         |
| Brons  | Henk Numan          | Nederland   |

### zwaargewicht (boven 95 kg)
| rang   | sporter           | land              |
| ------ | ----------------- | ----------------- |
| Goud   | Angelo Parisi     | Frankrijk         |
| Zilver | Dimitar Zaprianov | Bulgarije         |
| Brons  | Vladimir Cocman   | Tsjecho-Slowakije |
| Brons  | Radomir Kovacevic | Joegoslavië       |

### alle categorieën (open klasse)
| rang   | sporter        | land             |
| ------ | -------------- | ---------------- |
| Goud   | Dietmar Lorenz | DDR              |
| Zilver | Angelo Parisi  | Frankrijk        |
| Brons  | András Ozsvar  | Hongarije        |
| Brons  | Arther Mapp    | Groot-Brittannië |

## Medaillespiegel
| Plaats | Land              | Goud | Zilver | Brons | Totaal |
| 1      | Sovjet-Unie       | 2    | 1      | 2     | 5      |
| 2      | Frankrijk         | 2    | 1      | 1     | 4      |
| 3      | DDR               | 1    | 0      | 4     | 5      |
| 4      | België            | 1    | 0      | 0     | 1      |
| 4      | Italië            | 1    | 0      | 0     | 1      |
| 4      | Zwitserland       | 1    | 0      | 0     | 1      |
| 7      | Cuba              | 0    | 3      | 0     | 3      |
| 8      | Bulgarije         | 0    | 1      | 1     | 2      |
| 8      | Mongolië          | 0    | 1      | 1     | 2      |
| 8      | Groot-Brittannië  | 0    | 1      | 1     | 2      |
| 11     | Hongarije         | 0    | 0      | 2     | 2      |
| 12     | Joegoslavië       | 0    | 0      | 1     | 1      |
| 12     | Nederland         | 0    | 0      | 1     | 1      |
| 12     | Polen             | 0    | 0      | 1     | 1      |
| 12     | Tsjecho-Slowakije | 0    | 0      | 1     | 1      |
| Totaal | Totaal            | 8    | 8      | 16    | 32     |

Tokio 1964 · 
München 1972 · 
Montréal 1976 · 
Moskou 1980 · 
Los Angeles 1984 · 
Seoel 1988 · 
Barcelona 1992 · 
Atlanta 1996 · 
Sydney 2000 · 
Athene 2004 · 
Peking 2008 · 
Londen 2012 · 
Rio de Janeiro 2016  · 
Tokio 2020 · 
Parijs 2024 · 
Los Angeles 2028 
Medaillewinnaars
Atletiek · Basketbal · Boksen · Boogschieten · Gewichtheffen · Handbal · Hockey · Judo · Kanovaren · Moderne vijfkamp · Paardensport · Roeien · Schermen · Schietsport · Schoonspringen · Turnen · Voetbal · Volleybal · Waterpolo · Wielersport · Worstelen · Zeilen · Zwemmen